# Álvaro Rojas Quesada
Álvaro Rojas Quesada (Lima, Perú, 12 de marzo de 2005) es un futbolista peruano. Juega como mediocentro y su equipo actual es el Universitario de Deportes de la Liga 1 del Perú.

## Trayectoria

### Universitario de Deportes
Futbolista nacido en las divisiones menores de Universitario de Deportes, club al que llegó desde los 14 años.
Debido a su buen rendimiento en la categoría 2005. Para el año 2022 comenzaría a entrenar con el plantel principal por llamado del argentino Carlos Compagnucci. El 13 de octubre del 2022 firma su primer contrato profesional hasta finales del 2024.Hizo su primera aparición en el banco de suplentes del plantel merengue en la última fecha del Torneo Clausura 2022 frente a la Universidad Técnica de Cajamarca en el estadio Héroes de San Ramón. Tras la llegada del uruguayo Jorge Fossati fue teniendo más rodaje con el plantel principal, incluso apareciendo en el banco de suplentes de la Copa Sudamericana 2023. El 7 de julio del 2023 hace su debut profesional frente a la Academia Cantolao, encuentro que terminó 4 a 0 a favor de los merengues. Sería parte del plantel bicampeón del 2023 y 2024.
A inicios del 2025, con el objetivo de darle mayor rodaje y minutos fue cedido a préstamo por todo la temporada a Juan Pablo II College.

## Clubes
| Club                             | País | Año         | PJ | Goles |
| -------------------------------- | ---- | ----------- | -- | ----- |
| Universitario de Deportes        | Perú | 2022 - 2024 | 5  | 0     |
| Juan Pablo II College (préstamo) | Perú | 2025 - Act  | 9  | 2     |

## Palmarés

### Torneos nacionales
| Título                    | Club          | País | Año  |
| ------------------------- | ------------- | ---- | ---- |
| Primera División del Perú | Universitario | Perú | 2023 |
| Primera División del Perú | Universitario | Perú | 2024 |

### Torneos cortos
| Título          | Club          | País | Año  |
| --------------- | ------------- | ---- | ---- |
| Torneo Clausura | Universitario | Perú | 2023 |
| Torneo Apertura | Universitario | Perú | 2024 |
| Torneo Clausura | Universitario | Perú | 2024 |